# 토지 개발

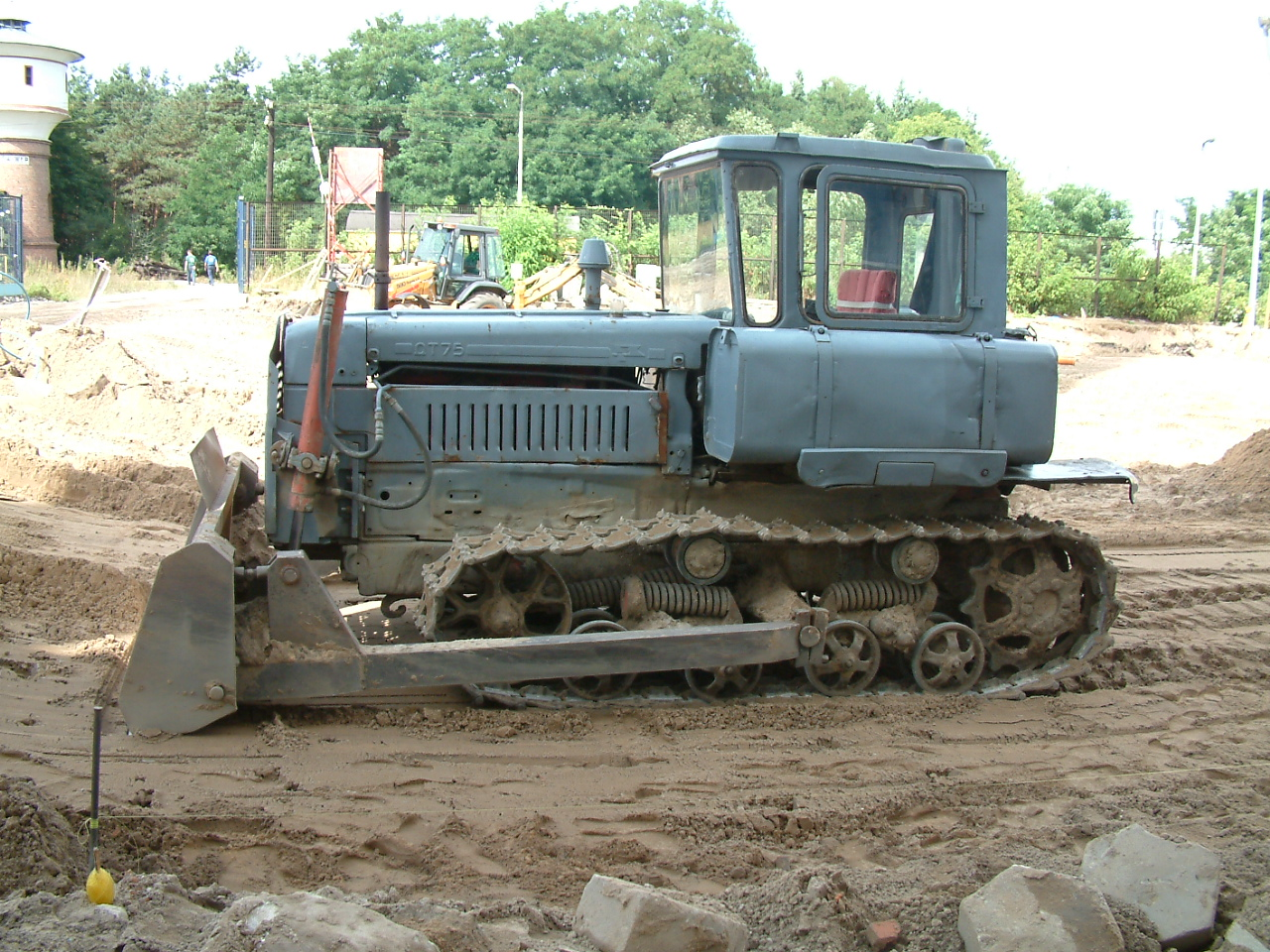
불도저와 같은 중장비는 발명 이후 토지 개발 시 토공 작업에 유용하게 사용되었다.

토지 개발(land development)은 다음과 같은 다양한 방식으로 경관을 변경하는 것이다.
- 농업이나 주택과 같은 목적을 위해 자연 또는 반자연 상태에서 지형을 변경하는 것
- 일반적으로 집을 지을 목적으로 부동산을 여러 필지로 나누는 것
- 부동산 개발 또는 용도 변경(예: 사용하지 않는 공장 단지를 콘도미니엄으로 전환)

## 역사
토지 개발의 역사는 기원전 8,000년경 신석기 시대까지 거슬러 올라간다. 문명이 시작된 이래로 토지 개발 과정은 법규와 규정을 바탕으로 토지, 특히 주택 단지를 개선하는 과정을 정교하게 진행해 왔다.

## 같이 보기
- 도시 지역
- 식민지화
  - 명백한 운명
- 정착지
- 개발주의
- 불법 건축
- 기반 시설
- 간척
- 경관생태학
- 정치활동위원회
- 부동산 개발업자
- 지속농업
- 도시 계획
- 도시 재개발